# Roberto Xalino
Roberto Xalino, född den 21 mars 1987 kapverdiansk musiker, rappare och musikproducent som bor i Göteborg, Sverige. Artistnamnet är ärvt från släkten Xalino som på Kap Verde som på 1940-1970-talet stod för den musikaliska utbildningen av kapverdianska artister. Roberto Xalino är son och producent till den Kapverdianske artisten Val Xalino.

## Musikalisk bakgrund
Hela Roberto Xalinos familj är engagerade i musik och framförallt inom den traditionella akustiska musiken på Kap Verde. Många ur Xalinosläkten underhöll Mindelos invånare. En kvinnlig musiker var Djuta Silva som hade stora framgångar i Portugal och Afrika tillsammans med Eddy Moreno på 1950-talet. Hon var även en duktig gitarrist och en duktig sångerska. En av deras största hits heter Grandeza och det är just den låten som Roberto Xalino tillsammans med sin far Val Xalino och spelade in år 2004 och sedan som en dedikation döpte hela albumet till. Roberto Xalino själv lärde sig snabbt som barn att tycka om musik från Kap Verde och han lärde sig även i ung ålder att spela gitarr, sjunga och att rappa.
I folkmun på Kap Verde är annars Roberto Xalino mest känd för att vara son till Val Xalino och släkt med musikfamiljen Xalino från Rua de Moeda 35 som underhöll Mindelos stadsbor på 1950-1960-talet med traditionell coladera och morna. I detta musikaliska följetåg ingick bl.a. artisterna Eddy Moreno, Djuta Silva, Armando de Jon Xalino, Eduardo de Jon Xalino samt Roberto Xalinos farbröder Xante Xalino och Zuca Xalino. Rua de Moeda 35 var på denna tid det omtalade huset i Mindelo där de flesta musiker och artister på 1940-1970-talet fick sin musikaliska utbildning. Hit kom på denna tid alla Kap Verdes storheter. Några av de som startade sina karriärer här är Cesaria Evora (som då var flickvän till Eduardo de Jon Xalino, Bana (kusin till Xalinosläkten), Luis Morais och Manuel D’Novas.

## Baía Das Gatas 2012
Den 17 augusti 2012 uppträdde Val Xalino tillsammans med Roberto Xalino på Baía das Gatas som årligen hålls på São Vicente. Hela festivalen var detta år tillägnat minnet av den bortgångna barfota divan Cesaria Evora.

## Diskografi

### Album
| År   | Album                | Kompositörer                                                        | Antal låtar |
| ---- | -------------------- | ------------------------------------------------------------------- | ----------- |
| 2004 | Grandeza             | Val Xalino, Eddy Moreno & Djô D’eloy                                | 9           |
| 2006 | Rainha de Beleza     | Val Xalino, Roberto Xalino, Luis Silva and Jovino dos Santos        | 11          |
| 2011 | Criod ne São Cente   | Val Xalino, Roberto Xalino, Manuel D’Novas, Luis Silva & Djô D’eloy | 11          |
| 2012 | Trazem Quel Morabeza | Val Xalino & Roberto Xalino                                         | 11          |
| 2013 | Bem Balançód         | Val Xalino & Roberto Xalino                                         | 11          |
| 2017 | Nes Caminhada        | Val Xalino, Roberto Xalino & Djô D’eloy                             | 10          |

### Samlingsalbum
| År   | Album                           | Artister                                                  | Antal låtar |
| ---- | ------------------------------- | --------------------------------------------------------- | ----------- |
| 2008 | Cape-Verde (Mornas & Coladeras) | Val Xalino, Tututa & Taninho, Léna Timas, Ingrid Monteiro | 10          |

## Videografi
Lembra Tempo Vol.2 (2008)